# Roberto Hernández (baseball, 1964)
Pour le lanceur dominicain, voir Roberto Hernández (baseball, 1980).
Roberto Manuel Hernández Rodriguez (né le 11 novembre 1964 à Santurce, Porto Rico) est un lanceur de relève droitier de baseball ayant joué dans les Ligues majeures de 1991 à 2007.
Il réussit 326 sauvetages durant sa carrière, se distinguant surtout chez les White Sox de Chicago et les Devil Rays de Tampa Bay. Il représente les White Sox deux fois au match des étoiles.

## Carrière

### White Sox de Chicago
Joueur à l'Université de Caroline du Sud, Roberto Hernández est un choix de première ronde des Angels de la Californie en 1986. Il est échangé le 4 août 1989 aux White Sox de Chicago contre le voltigeur Mark Davis, qui ne jouera au total que 3 parties dans les Ligues majeures avec les Angels. Hernández, qui évolue dans les ligues mineures au moment de la transaction, passe 16 ans dans le baseball majeur et débute avec les White Sox le 2 septembre 1991. Il est lanceur partant à ses trois premiers matchs joués, et dès son premier départ il remporte sa première victoire, contre Kansas City. Il s'agit des 3 seules parties que le droitier dispute comme partant sur 1010 matchs en carrière; il fera sa marque comme lanceur de relève.
Au fil des ans, Hernández s'impose comme stoppeur des White Sox. Il enregistre 38 sauvetages en 1993, 32 en 1995 et 38 en 1996. En 1993, il participe aux séries éliminatoires pour la première fois et blanchit les futurs champions du monde, les Blue Jays de Toronto, en quatre manches au monticule pendant la Série de championnat. En 1996, il est invité au match des étoiles et prend le 6e rang du vote de fin d'année désignant le vainqueur du trophée Cy Young du meilleur lanceur de la Ligue américaine de baseball grâce à sa brillante moyenne de points mérités de 1,91 et ses 85 retraits sur des prises (son sommet en carrière) en 84 manches et deux tiers lancées.
En 1997, Hernández a 5 victoires contre une seule défaite, 27 sauvetages et une moyenne de points mérités de 2,44 après 46 matchs pour les Sox. À la date limite des transactions le 31 juillet, Chicago échange Hernández, le lanceur partant gaucher Wilson Álvarez et le vétéran lanceur droitier Danny Darwin aux Giants de San Francisco contre les lanceurs droitiers Keith Foulke et Lorenzo Barceló, les gauchers Bob Howry et Ken Vining, l'arrêt-court Mike Caruso et le voltigeur des ligues mineures Brian Manning. La transaction est surnommée The White Flag Trade (« l'échange du drapeau blanc ») et est fort mal reçu à Chicago. Il survient alors que les White Sox sont en pleine course au championnat et le propriétaire de l'équipe, Jerry Reinsdorf, soulève l'ire des partisans en déclarant,, : « Quiconque croit que les White Sox vont rattraper Cleveland est fou », alors que Chicago n'accuse que 3,5 matchs de retard sur l'équipe de première place.

### Giants de San Francisco
Hernández termine la saison avec un sommet en carrière de 10 victoires, 3 défaites, 31 sauvetages et une moyenne de 2,45 points mérités accordés par partie. Avant de quitter les Giants, il joue en Série de division de la Ligue nationale contre les futurs gagnants de la Série mondiale 1997, les Marlins de la Floride, mais une mauvaise performance lui vaut une défaite dans le second match perdu 7-6.

### Devil Rays de Tampa Bay
Devenu agent libre après quelques mois à San Francisco, Roberto Hernández est mis sous contrat par les Devil Rays de Tampa Bay, une nouvelle franchise qui fait son entrée dans le baseball majeur en 1998. Il y joue 3 ans, enregistrant 26, 43 et 32 sauvetages par saison. En 1999, il établit le record de sauvetages de la jeune franchise qui sera battu par les 45 victoires protégées par Rafael Soriano en 2010. En date de 2012, Hernández détient cependant toujours le record de franchise pour le nombre de sauvetages (101) avec cette équipe, ainsi que pour le plus grand nombre de parties complétées au monticule (66) en une saison (1999) et en carrière avec les Rays (182 en 3 ans). En 1999, il reçoit sa deuxième et dernière invitation au match des étoiles et prend le 10e rang du vote pour le trophée Cy Young.

### Royals de Kansas City
Le 8 janvier 2001, Tampa Bay, Oakland et Kansas City procèdent à une transaction à 3 équipes impliquant 7 joueurs, dont Johnny Damon, et Hernández se retrouve chez les Royals. Le droitier y joue ses deux dernières années comme stoppeur d'une équipe, enregistrant 28 et 26 sauvetages en 2001 et 2002, respectivement. Mais sa moyenne de points mérités est chaque fois au-dessus de 4,00, ce qui n'avait été le cas que lors d'une seule saison complète (1998) jusque-là dans sa carrière.

### Saisons 2003 à 2007
Il passe par plusieurs franchises au cours des années suivantes : les Braves d'Atlanta (2003), les Phillies de Philadelphie (2004), les Mets de New York (2005), les Pirates de Pittsburgh puis de nouveau les Mets (en 2006), et enfin les Indians de Cleveland et les Dodgers de Los Angeles en 2007. Il joue en Série de divisions avec les Braves en 2003 et lance en Série de championnat de la Ligue nationale 2006 avec les Mets, chaque fois sans concéder de point à l'adversaire.
Roberto Hernández a disputé 1010 parties dans le baseball majeur, dont 1007 comme lanceur de relève. Il compte 67 victoires contre 71 défaites et 326 sauvetages. Sa moyenne de points mérités s'élève à 3,45 avec 945 retraits sur des prises en 1071 manches et un tiers lancées. Plus de la moitié de ses parties jouées en carrière l'ont été dans l'uniforme des White Sox (345) ou des Devil Rays (207).